# Downwell
Downwell är ett vertikalt scrollande skjutspel och plattformsspel utvecklat av Moppin och utgivet av Devolver Digital. Spelet släpptes till IOS och Microsoft Windows i oktober 2015, till Android i januari 2016 och till Playstation 4 och Playstation Vita i maj 2016.